# Lo Yueh-Ying
Lo Yueh-Ying (7 de enero de 1970) es una deportista taiwanesa que compitió en taekwondo. Ganó dos medallas en el Campeonato Asiático de Taekwondo en los años 1992 y 1994.

## Palmarés internacional
| Representando a China Taipéi |                        |                  |           |
| Campeonato Asiático          |                        |                  |           |
| Año                          | Lugar                  | Medalla          | Categoría |
| 1992                         | Kuala Lumpur (Malasia) | Medalla de plata | –43 kg    |
| 1994                         | Manila ()              | Medalla de oro   | –43 kg    |